# Konstantinos Tsartsaris
Konstantinos Tsartsaris (en griego:Κώστας Τσαρτσαρής; 17 de octubre de 1979, Véria, Grecia es un exjugador y entrenador de baloncesto griego. Con 2.10 metros de estatura, jugaba en la posición de pívot. En la actualidad es entrenador asistente en el Panathinaikos BC.
En 2002 se marchó del Peristeri BC al Panathinaikos y es donde ha conseguido sus mayores éxitos.

## Palmarés

### Equipo
- Euroliga (3): 2007, 2009, 2011
- A1 Ethniki (10): 2003, 2004, 2005, 2006, 2007, 2008, 2009, 2010, 2011, 2013
- Copa Griega (8):  2003, 2005, 2006, 2007, 2008, 2009, 2012, 2013

### Individual
- 3 veces MVP de la Copa Griega (2006, 2007, 2008)
- 7 veces ESAKE All-Star (2001, 2002, 2004, 2005, 2006, 2007, 2008)
- primer quinteto ideal de la A1 Ethniki (2004)
- Mejor jugador joven de Grecia (1999)

### Selección griega
- Medalla de oro en el Europeo de 2005.
- Medalla de plata en el Mundial de 2006.

## Clubes
- Grindavík (1997-1998)
- Near East (1998-1999)
- Peristeri (1999-2002)
- Panathinaikos (2002-2013)